# Stavoren
Stavoren, tot 1978 ook Staveren (Fries: Starum ([’sta:rəm]; Stavers Stadsfries: Staveren) is een stad in de gemeente Súdwest-Fryslân, in de Nederlandse provincie Friesland. De stad is een van de Friese elf steden en wordt vaak beschouwd als de eerste Nederlandse stad die stadsrechten verkreeg.
Stavoren is een voormalige Hanzestad en was tijdens de hoge middeleeuwen een belangrijke handelshaven. Een bekende sage is die van Het Vrouwtje van Stavoren. Daarin wordt een verklaring gegeven voor het verval van de handelspositie van de stad aan het einde van de middeleeuwen, toen opkomende steden als Amsterdam en Antwerpen steeds meer concurrentie boden. In 2023 telde de stad 965 inwoners.

## Naamgeving
De oudste vermelding van Stavoren dateert rond het jaar 1000; de plaatsnaam wordt dan als Stavron geschreven. Munten uit de 11e eeuw hebben het opschrift STAVERUN,   STAVERON of STAVEREN. Latere documenten geven de vormen Stauero (1145), Stavoren (1245) en Starum (1477).  ook varianten als Stovern, Stoweren, Stoure en Steveren komen voor. Een Oud-Noorse tekst heeft het over Starfring (1289), een Deense tekst noemt de inwoners Stowærskæ. In de 18e en 19e eeuw is de vorm Staveren standaard; sinds 1978 heet de plaats officieel Stavoren; mede om verwarring met het Gelderse Staverden te voorkomen.
De naam van de stad is naar alle waarschijnlijkheid afgeleid van het Oud-Friese staver, hetgeen 'paal' of 'staaf' betekent, hier in datief meervoud met de betekenis '(nederzetting) bij de palen'. Daarmee werden vermoedelijk de grenspalen bedoeld die de marktplaats afbakenden en het gebied markeerden als een beschermd terrein waar geweld niet was toegestaan. Anderen denken wel aan aanlegpalen voor schepen.
In 1936 adviseerde het Koninklijk Nederlands Aardrijkskundig Genootschap de schrijfwijze Staveren te hanteren, een advies dat door de minister werd overgenomen. De meeste voorgestelde wijzigingen werden uiteindelijk niet doorgevoerd, die van Staveren echter wel. Dit gebeurde mede dankzij de inzet van burgemeester Sybrand Marinus van Haersma Buma. In 1978 koos de toenmalige gemeenteraad alsnog voor de officiële naam Stavoren. Dit omdat de naam Stavoren bekender, maar vooral herkenbaarder zou zijn. Deze beslissing stuitte op veel weerstand. De zoon van de burgemeester, Bernhard van Haersma Buma, zelf oud-burgemeester van Workum en Sneek, pleitte in 2020 voor terugkeer naar de historische vorm Staveren.

## Geschiedenis
De geschiedenis van Stavoren is omgeven met sagen, grotendeels ontstaan omstreeks 1575 en verbonden met het thema van de Friese Vrijheid. Een belangrijke bron voor deze verhalen was de grotendeels fictieve kroniek van Ocka Scharlensis die werd gedrukt in 1597. Deze verhalen werden aangedikt door stadspredikant Adam Westerman in zijn Beschryvinge van de oude Anze-stadt Stavoren (1611), daarna door Hendrick Soeteboom in diens Op en nedergank vande oude [...] anzee-stadt Stavoren (1647). Deze boeken beleefden vele herdrukken en de verhalen werden volop nageschreven. Zo meende men dat de stad eigenlijk Stavoren heette, omdat hij genoemd was naar de afgod Stavo (Jupiter). De Friese geleerde Martin Hamconius publiceerde in 1620 een schets van de stad Stavoren met de ronde tempel van Stavo, zoals die er aan het begin van de jaartelling uit zouden hebben gezien.  
Een groot deel van deze fictieve verhalen draait om de voorname plaats die Stavoren ooit zou hebben ingenomen als zetel van de koningen, van Friesland. Hun regering zou tevens verbonden zijn geweest met heidense rituelen rond het Roode Klif. De auteur van deze fictieve geschiedenis is onbekend gebleven. Gedacht wordt wel aan de staatsraad Joachim Hoppers, voor wie het verhaal rond Frieslands voorgeschiedenis en het verval van Stavoren mogelijk een metafoor was voor eigentijdse politieke verwikkelingen. 

### Aanvang
Circa 300 v.Chr. was er reeds bewoning langs een waterloop, waarschijnlijk De Nagele.
Stavoren is ontstaan op een lage keileemrug. Archeologische vondsten maken het waarschijnlijk dat de plaats in de loop van de 9e eeuw opkwam als handelsplaats aan het water. Volgens de Hildesheimer Annalen werd Staverun in 991 verwoest door (vermoedelijk Deense) Vikingen.

### Sint-Odulfusklooster
Bisschop Frederik van Utrecht zond vóór 835/837 de kanunnik Odulfus over het water van de zeearm of rivier Almere (Alechmere, Almere) naar Stavoren (Stavron), naar verluidt om de ketterij van de oproerige Friezen te bestrijden. Vlak voordat hij weer zou vertrekken, voorspelde hij een wonder: een grote kei die naast zijn voordeur lag, zou spontaan in het Vlie (Flé) rollen, maar daarna op eigen kracht weer aan land zou komen zodra de Friezen zich zouden bekeren. De voorspelling kwam uit en steen werd daarna in de kerk vereerd. Dat beweert tenminste de hagiografie van de heilige, die dateert rond het jaar 1000. Men heeft later wel aangenomen dat dit het begin was van het Sint-Odulfusklooster, waarvoor 837 als stichtingsdatum gold. Maar het is de vraag of een dergelijk klooster al zo vroeg kan hebben bestaan. Eerder zal het zijn gesticht ten tijde van bisschop Balderik (918-975). Pas in de 11e eeuw wordt gesproken over een  gemeenschap van kanunniken in Stavoren, die de relieken van Odulfus bezat en de herinnering aan hem in ere hield.
Kennelijk was het een benedictijns dubbelklooster. In 1132 werd het vermoedelijk gesplitst, waarna de nonnen verhuisden naar het Sint-Nicolaasklooster te Hemelum, dat echter pas in 1245 vermeld wordt. Beide kloosters hadden niet alleen omvangrijke bezittingen in Zuidergo, maar ook in West-Friesland, in het Zuiderzeegebied rond Urk en Schokland, alsmede op Vlieland.
Het klooster stond buiten de stad - zo'n 1000 meter ten westen van de huidige stadskern - en had ernstig te lijden van de Hollandse invallen van 1345 en 1398. Na vertrek van de Hollanders werd het klooster in 1414 tijdelijk verplaatst naar de stad zelf, waar de kloosterlingen beschikten over een hospitaal aan de zuidkant buiten de stadswallen. In 1424 keerde men terug in het oude klooster, maar dat duurde niet lang. Een deel van de landerijen met het oude kloosterterrein gingen door landafslag verloren. In 1494 verhuisden de laatste monniken naar Hemelum, waar inmiddels geen nonnen meer woonden.

### Bloei
Stavoren gold rond 1100 als de centrale marktplaats van het district Zuidergo (Suthergo). De 17 Keuren en 24 Landrechten uit de 12e eeuw noemen Stavoren (Stauria, lees Stavria) als eindpunt van een belangrijke handelsroute naar Keulen, de hoofdplaats van het aartsbisdom. Emden en Jever golden als eindpunt voor de handelswegen naar Münster en Bremen.  
Stavoren was ook internationaal een belangrijke handelsplaats. Volgens een gefalsifieerde akte uit het begin van de 12e eeuw kreeg de plaats al vóór 1068 stadsrechten, verleend door de graaf Egbert I van Meißen (uit de familie der Brunonen). Daarmee was het vermoedelijk de eerste Nederlandse plaats die een dergelijk voorrecht kreeg. Het stadsrecht werd daarna in 1106 (of 1108) door keizer Hendrik V bevestigd. In 1132 worden de inwoners als 'burgers' gekenschetst; in 1246 wordt gesproken over schout, schepenen en raadsheren van de gehele Civitas Stavrensis. Ook werd er in Stavoren recht gesproken namens de graaf. De plaats had een eigen muntslag; deze munten waren herkenbaar aan het opschrift Stavervn, Staveron of Staveren. De grootschippers en kooplieden onderhielden handelsrelaties met de landen rond de Oostzee.
Rond 1200 bouwden de burgers een eigen parochiekerk, gewijd aan Maria. Een van de monniken diende als stadspastoor. Deze kerk werd na 1522 elders herbouwd omdat hij te dicht bij het blokhuis (stadskasteel) stond.
In 1285 kreeg Stavoren privileges van de Hanze en de stad werd in de tweede helft van de 14e eeuw officieel toegelaten als lid van dit verbond. De schippers uit Stavoren genoten bij passage van de Sont een oud voorrecht; bij de tolheffing werd hun voorrang verleend, wat een flinke tijdwinst opleverde. Stavoren speelde een belangrijke rol in de Oostzeehandel, met name als voorhaven van Amsterdam. De Hollandse steden waren met een snel groeiende bevolking voor de voedselvoorziening aangewezen op graanimporten uit de Oostzeelanden. De schippers uit Friesland waren om die reden van levensbelang voor het gewest.
Stavoren gold als uitvalsbasis voor de graaf van Holland, die in Stavoren rechtszittingen hield. Bij oorlogen tussen Holland en Friesland koos Stavoren dikwijls partij voor het grafelijke kamp, en in 1292 verleende graaf Floris V van Holland de handelsplaats opnieuw stadsrechten. Onder het Huis Avesnes verslechterden de betrekkingen met het gravenhuis echter. Bij de Slag bij Warns(die zich in werkelijkheid rond het Odulfusklooster afspeelde) werd de grafelijke macht  in 1345 definitief gebroken. Graaf Willem IV van Holland-Henegouwen vond hierbij - samen met een deel van zijn secundanten - de dood.

### Verval
Aan het einde van de middeleeuwen raakte de stad in verval. De haven verzandde en bij de graanhandel speelde Stavoren geen rol van betekenis meer. Op dit feit is het verhaal Het Vrouwtje van Stavoren gebaseerd. Na deze tijd van verval kwamen er in de 17e en 18e eeuw weer betere tijden voor de stad, met zeevaart vooral naar het Oostzeegebied. De kustvaart kwam in de Franse tijd grotendeels tot stilstand door het Continentaal Stelsel. In de 19e eeuw zette het verval verder door. Van de eens zo internationale haven bleef niet veel over. 
Na aanleg van de spoorlijn Zaandam - Enkhuizen naar Amsterdam (waarmee ook de Veerdienst Enkhuizen - Stavoren naar Enkhuizen en de spoorlijn Stavoren - Leeuwarden tot stand kwamen), werd Stavoren een belangrijke Zuiderzeehaven. 
In het jaar 2011 vierde Stavoren "950 jaar stadsrechten". Sinds de gemeentelijke herindeling van 1984 is Stavoren geen zelfstandige gemeente meer. Tot 2011 behoorde deze stad tot de gemeente Nijefurd. Daarna ging Nijefurd op in de nieuwe gemeente Súdwest-Fryslân. Het stadhuis van Stavoren heeft een andere bestemming gekregen.

## Scheepvaart

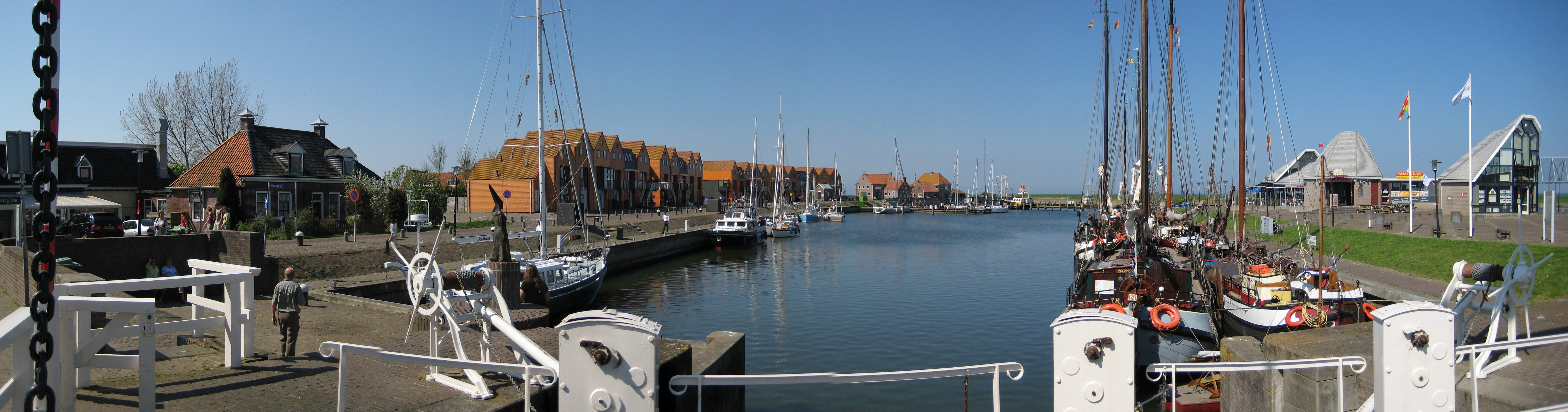
De haven van Stavoren

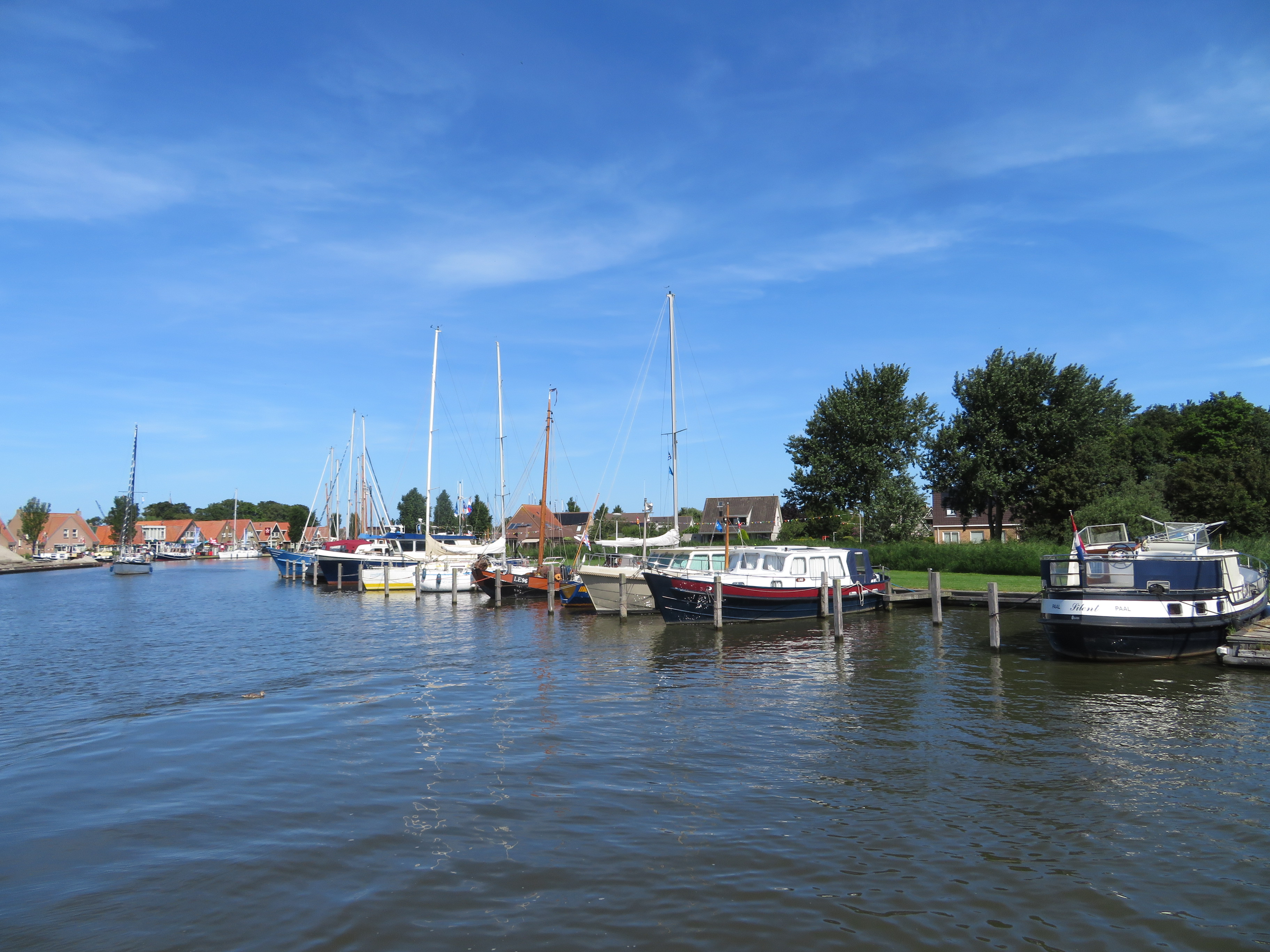
Jachthaven van Stavoren

De veerdienst Enkhuizen - Stavoren bestaat sinds 1886 en sinds de jaren 60 wordt gevaren met het MS Bep Glasius. De overtocht van Stavoren naar Enkhuizen duurt ongeveer 1:20 uur; het schip vaart alleen in het zomerseizoen, van eind april tot en met begin oktober.
Verder zijn er twee sluizen in Stavoren die de scheepvaart van en naar het IJsselmeer begeleiden, de Johan Frisosluis uit 1966 en Sluis Stavoren. De eerste sluis is uitgebreid en op 8 mei 2014 officieel in gebruik genomen. De andere sluis is de oude zeesluis naar de Zuiderzee uit 1575.
De haven is thuishaven voor schepen van de bruine vloot. Stavoren is de poort van Friesland. Het is het beginpunt om het Friese merengebied op te gaan. Stavoren beschikt over een tiental restaurants, zes havens, een hotel, een camping en diverse B&B's.
Op de pieren bij de haveningang staan twee havenlichten en de vuurtoren.

## Visserij
In 1935 begonnen Rinke Smits en Jelle Zwaan een visgroothandel, gelegen aan de Havenweg; Fa. Smits & Zwaan. (tel. No 1) 

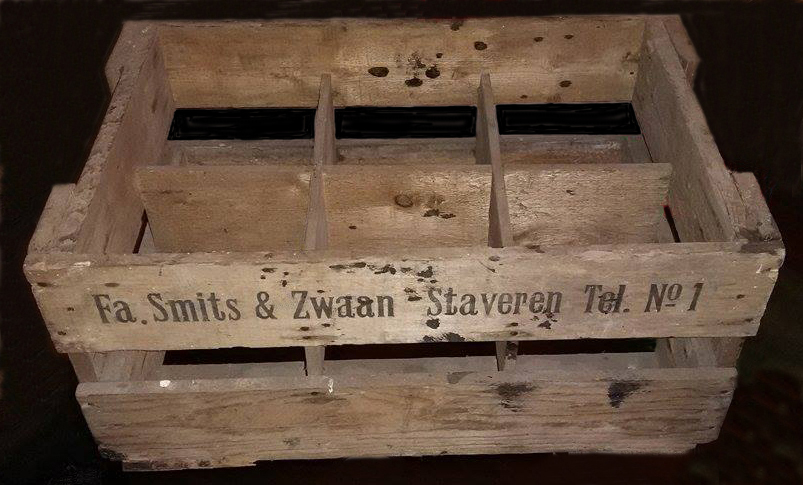
Viskist Fa. Smits & Zwaan, Staveren, waar glazen potten haring in werd vervoerd.

Vlak voordat de WO2 uitbrak was ook de palingrokerij klaar. Deze zat achterin het pand. Het vuur mocht niet branden maar moest roken voor de beste gerookte paling.
Heel veel later werd na het overlijden van Rinke Smits het bedrijf omgevormd tot een visrestaurant, waar zoon Wim en zijn vrouw de scepter zwaaiden.

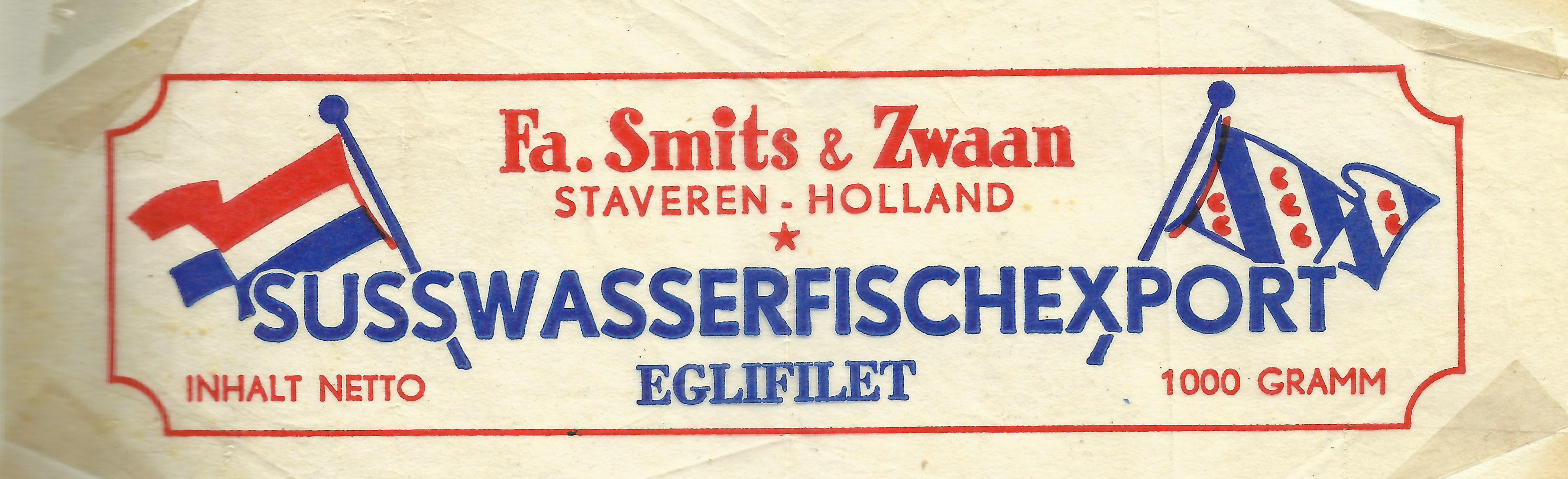

In meerdere vissersplaatsen was een visafslag. Rinke en Jelle maakten met opkopers afspraken om voor hen de vis op te kopen. Deze werd vervolgens naar Stavoren gebracht en werd daar gefileerd en verpakt in kratten voor de export. 
Het bedrijf had een eigen ijsmachine, die blokken van ongeveer een meter bij 15cm x 15cm maakte. Deze blokken werden gecrusht en over de kratten met vis gestrooid. Omdat er niet elke dag werd geëxporteerd, waren er twee grote diepvriescellen zodat de vis goed bleef. 
Snoekbaarsfilet ging naar dure hotels in Zwitserland, snoek naar Frankrijk en witvis ging per nachtboot naar Engeland, naar de vismarkthallen in Londen, terwijl ze zelf dikke paling uit Denemarken importeerden.
Vis werd ook opgekocht bij de Friese binnenvissers. Ook vanuit Laaxum, niet ver van Stavoren en eveneens aan het IJsselmeer gelegen, werd vis opgekocht. Vishandelaar Poppe de Rook uit Lemmer liet daar de zoutloods bouwen. De gevangen haring en ansjovis werd daar verwerkt.
Toen de Afsluitdijk in 1933 sloot, werd alles anders. De Rook verkocht de loods de firma Smits & Zwaan, die het nog een tijdlang gebruikte voor de palingrokerij. Daarna werd het gebouwtje door de vissers gebruikt voor het wegen van vis, het ontwarren van netten en de opslag van visbenodigdheden.

## Kerken

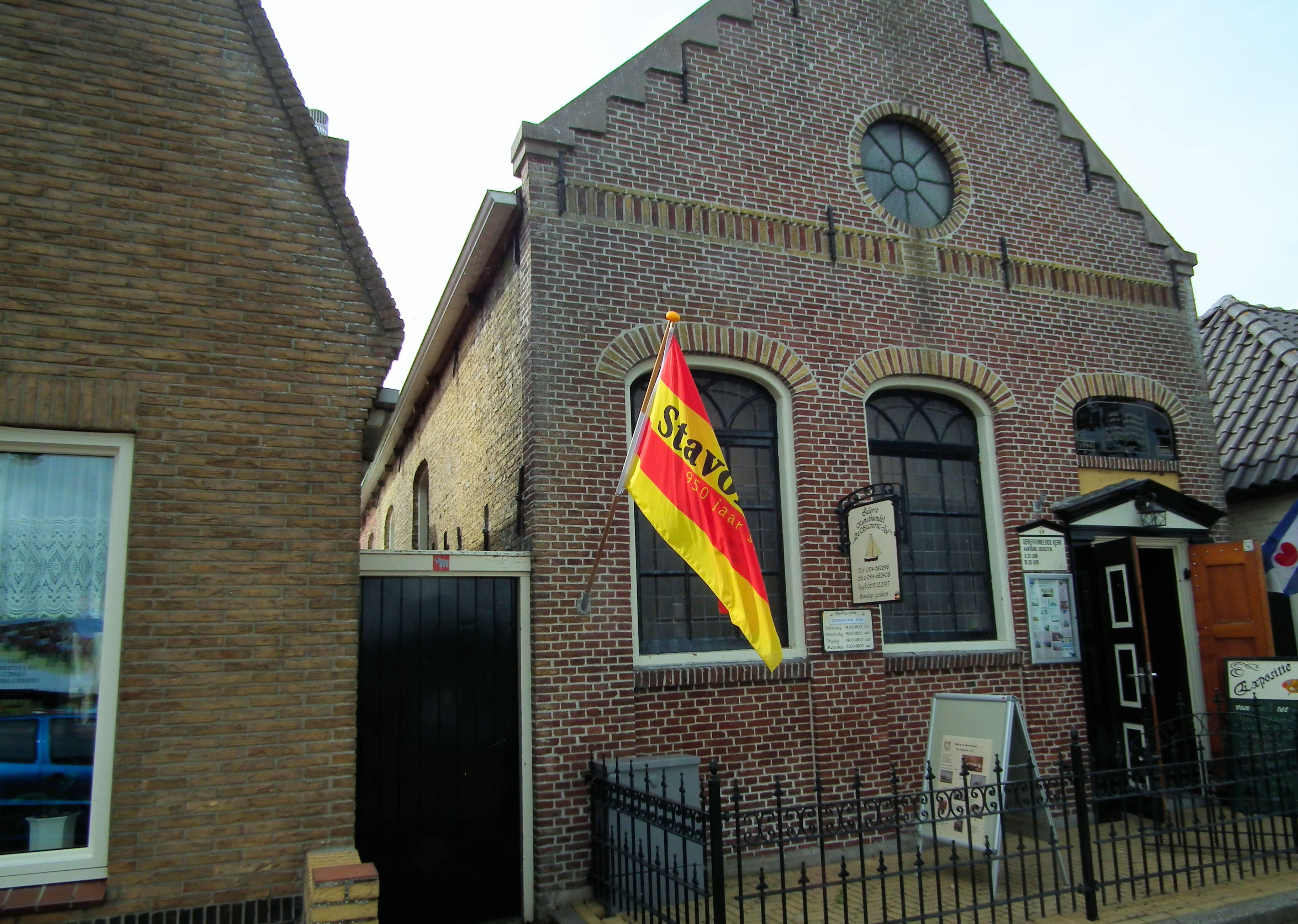
Zwanenkerk als expositiekerk

In Stavoren hebben meerdere kerken gestaan. De oudste kerk zal de Sint-Odulfuskerk geweest zijn, die van 900 tot 1132 er heeft gestaan. De Nicolaaskerk of gewoonweg de Hervormde kerk dateert uit 1861 en was gebouwd als opvolger van de bouwvallige kerk uit de 16e eeuw.
Op het kerkhof van de kerk ligt het Erehof Stavoren, waar onder meer bemanningsleden liggen van neergestorte gevechtsvliegtuigen tijdens de Tweede Wereldoorlog.
In dezelfde straat, de Voorstraat, staat het kerkgebouw van de Doopsgezinde Gemeente en dateert uit 1858. De Baptistenkerk even verder op in de straat dateert uit 1886, maar sloot haar deuren in 2001. De Gereformeerde Zwanenkerk aan de Schans was een kerk uit 1884; in 2002 werd deze kerk gesloten. Ze is daarna nog een tijd een expositiekerk geweest.

## Bezienswaardigheden
De stad kent meerdere prominente gebouwen en objecten, zoals:
- Het Vrouwtje van Stavoren
- Voormalig stadhuis van Stavoren (1880)
- Vuurtoren van Stavoren (1885)
- J.L. Hooglandgemaal
- Museum ’t Ponthús
- Overtuinen aan de Voorstraat

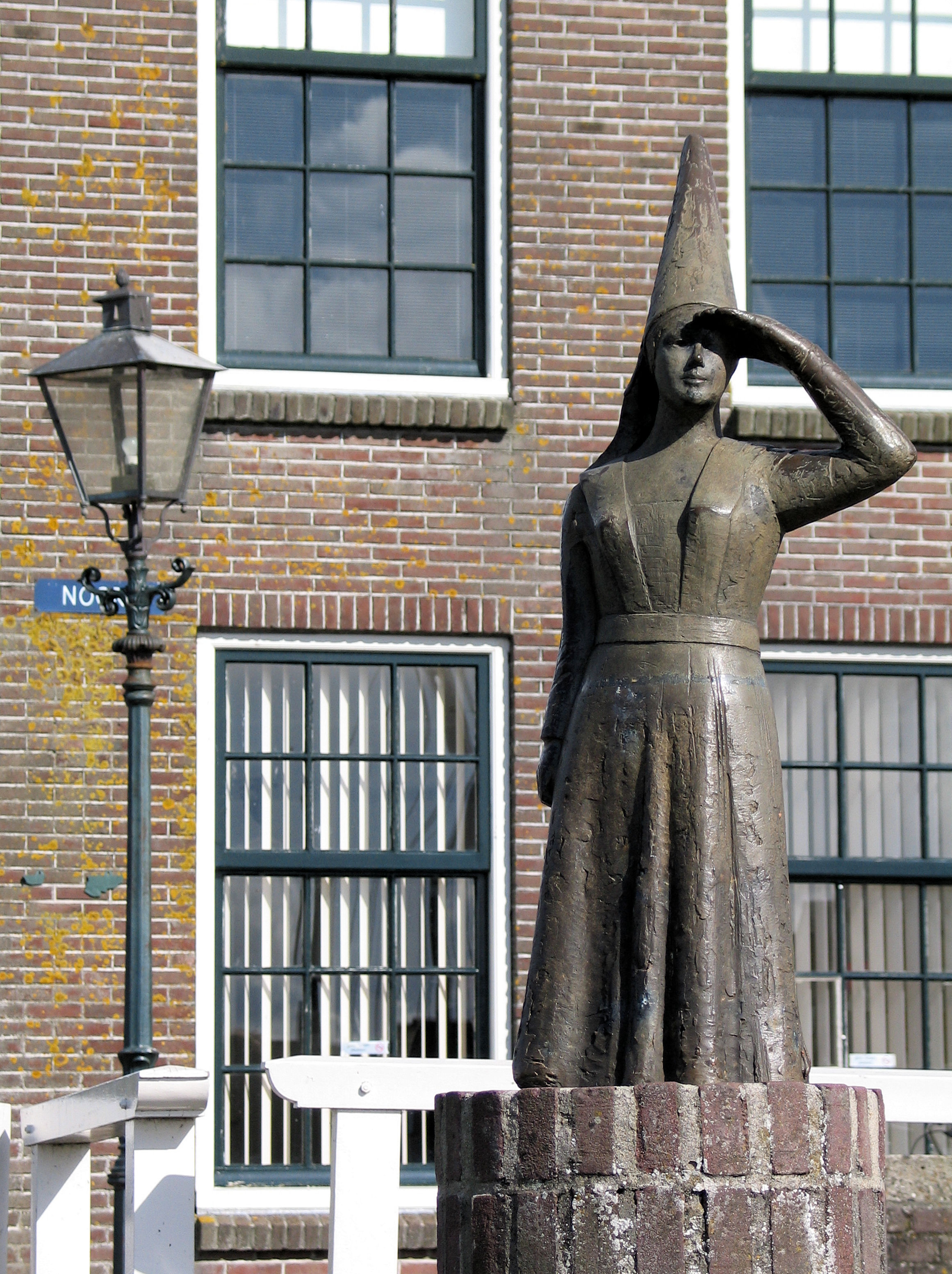
Het Vrouwtje van Stavoren
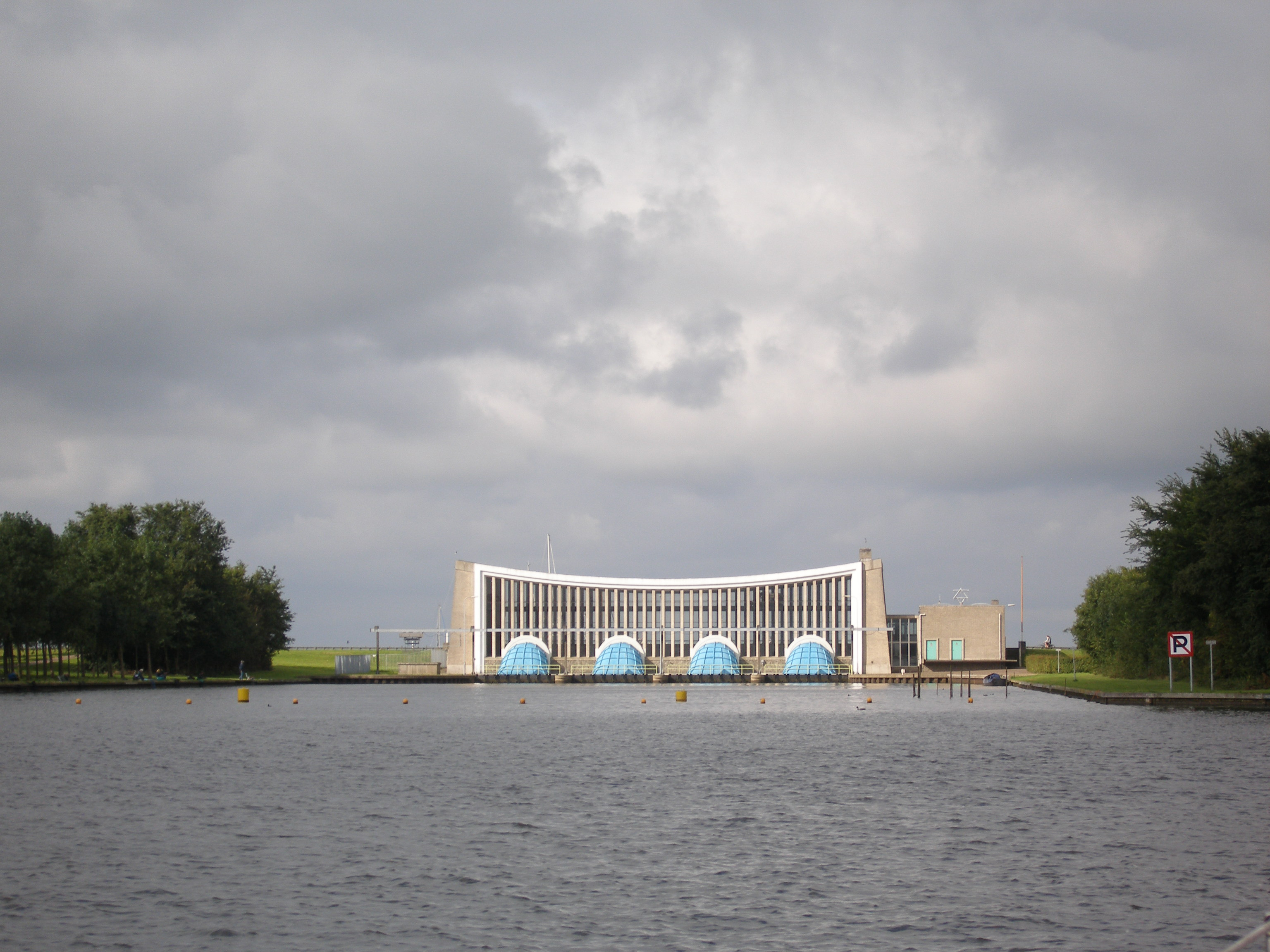
J.L. Hooglandgemaal
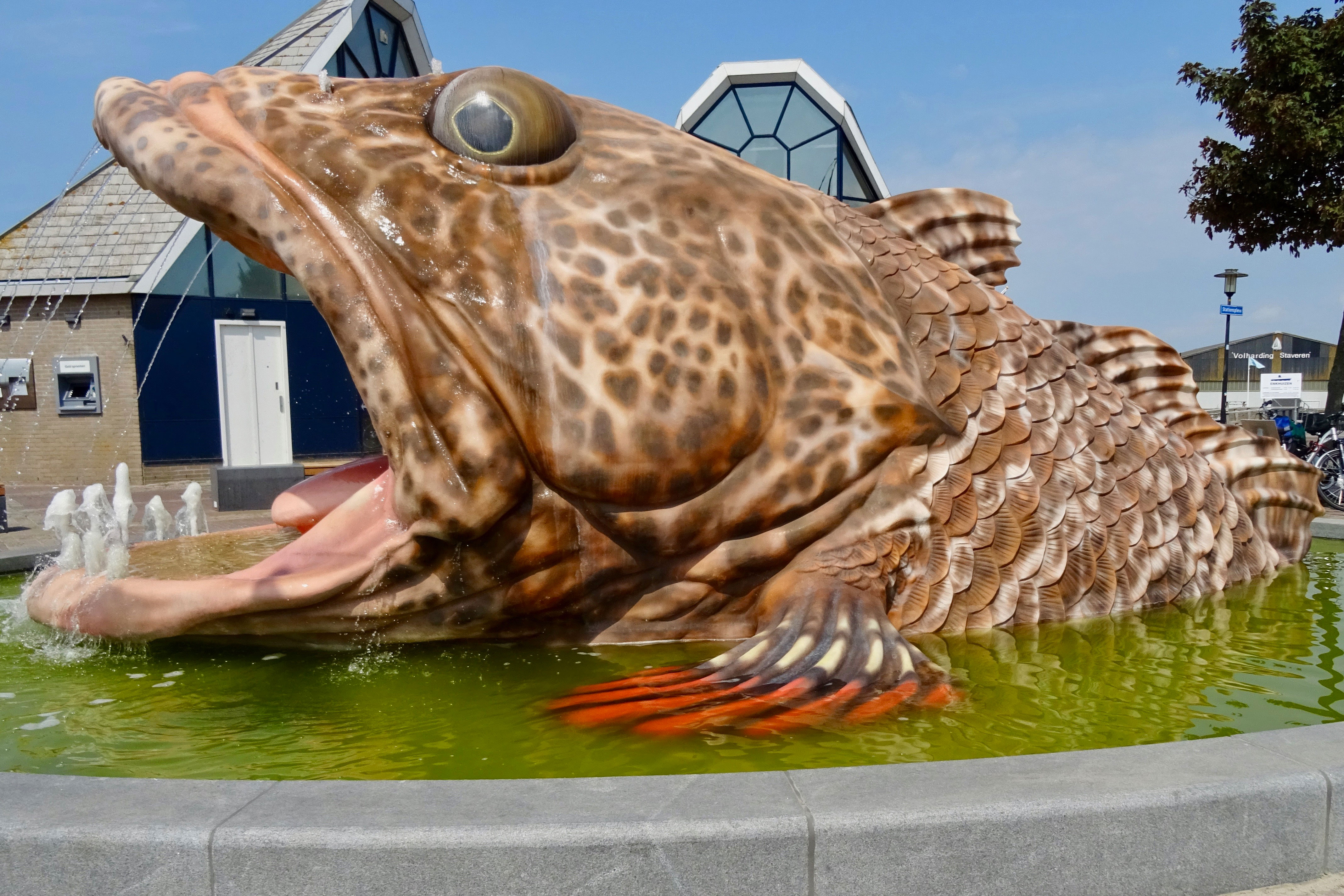
De vis voor Stavoren, fontein 11Fountains
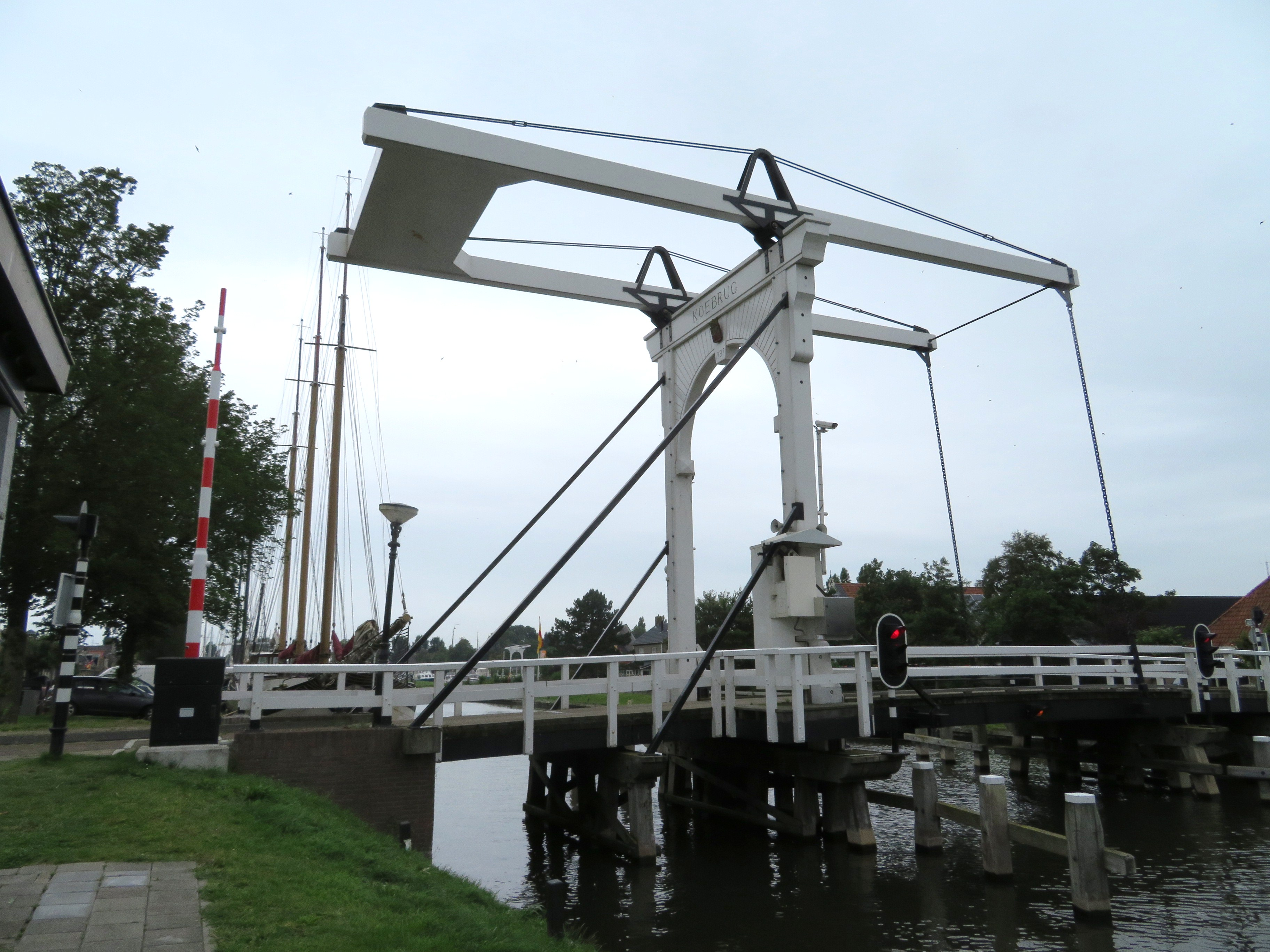
Koebrug

Stavoren kent enkele rijksmonumenten, zie daarvoor de Lijst van rijksmonumenten in Stavoren.

## Sport en cultuur
Stavoren heeft naast watersport sinds 1916 een voetbalvereniging, VV QVC, een volleybalvereniging Staveren en een tennisvereniging Stavoren. Sinds 1998 is er in Stavoren muziekvereniging De Lytse Súdwesthoeke (LSWH), de vereniging is ontstaan door een fusie.

## Onderwijs
De stad heeft één basisschool, De Skutslús. Deze school is onderdeel van Onderwijsbureau Nije Gaast. Sinds de opheffing van de Meester Otterschool in augustus 2006 is de Skutslús de enige basisschool in Stavoren. Beide scholen deelden hetzelfde gebouw. In een van de lokalen van de voormalige Meester Otterschool is nu een vestiging van Skik Kinderopvang voor peuteropvang en BSO.
In augustus 2018 fuseerde de Skutslús met basisschool it Swannenest uit het nabijgelegen Molkwerum. De naam bleef hierbij behouden.

## Treinstation

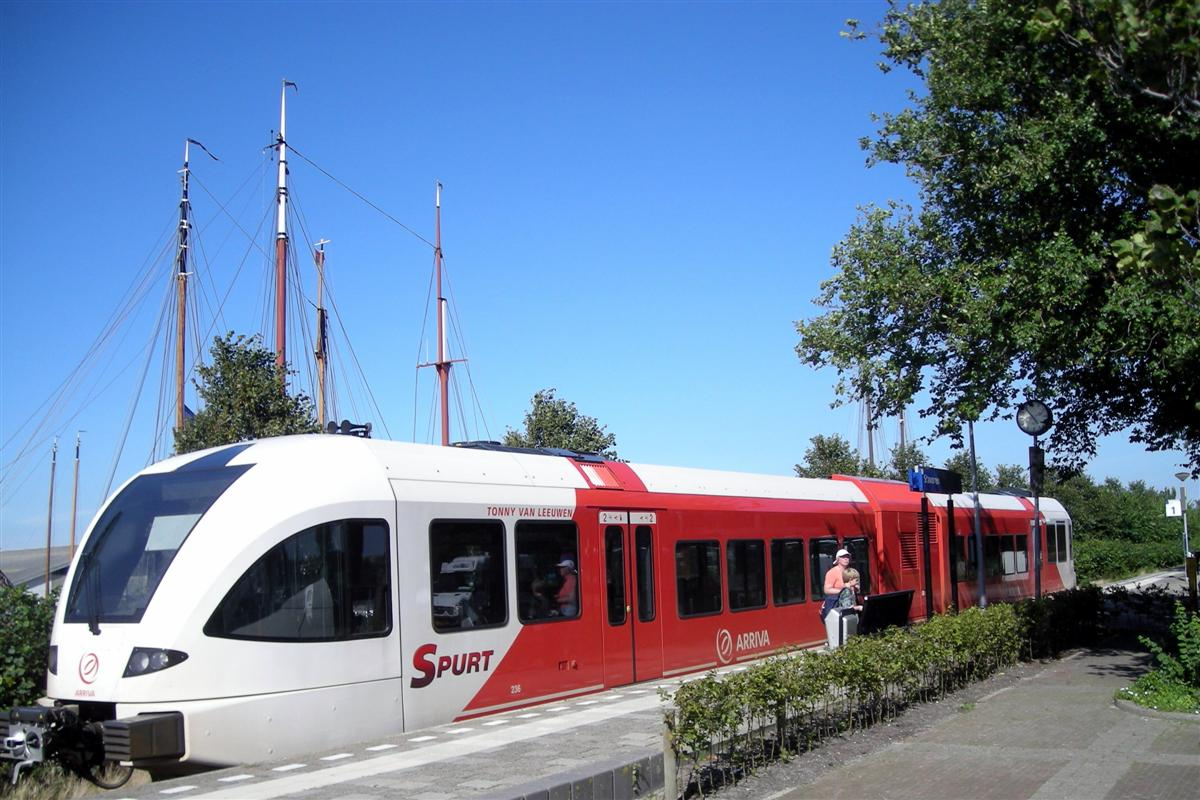
Station Stavoren

Station Stavoren is het eindpunt van de spoorlijn uit Leeuwarden; van en naar Leeuwarden rijdt één keer per uur een trein vanaf het station in Stavoren (in de spits elk half uur).

## Fietsroutes

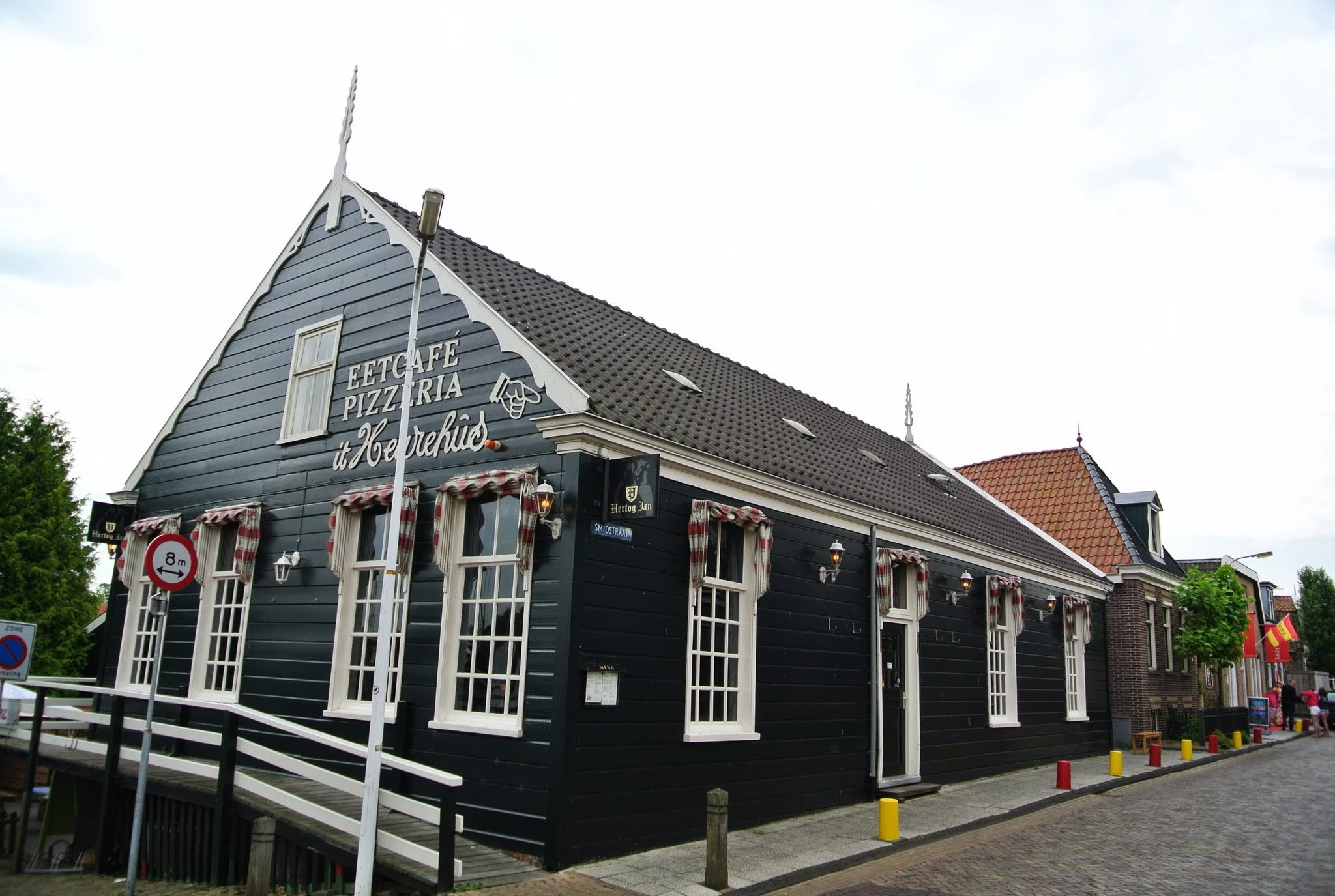
Eetcafé

Stavoren ligt aan de Hanzefietsroute, een van de fietsroutes geïnspireerd door het oude Hanzestedenverbond. Deze route begint bij Zaltbommel en komt onder andere langs Lübeck, Nijmegen, Arnhem en de Friese steden Stavoren, Hindeloopen en Bolsward. De route komt ook langs Frankfurt (Oder), Berlijn en voert uiteindelijk via Sittard weer terug naar Zaltbommel. De route is ruim 3000 km lang. Voor de gehele route zijn GPS-tracks beschikbaar.

## Wandelpaden

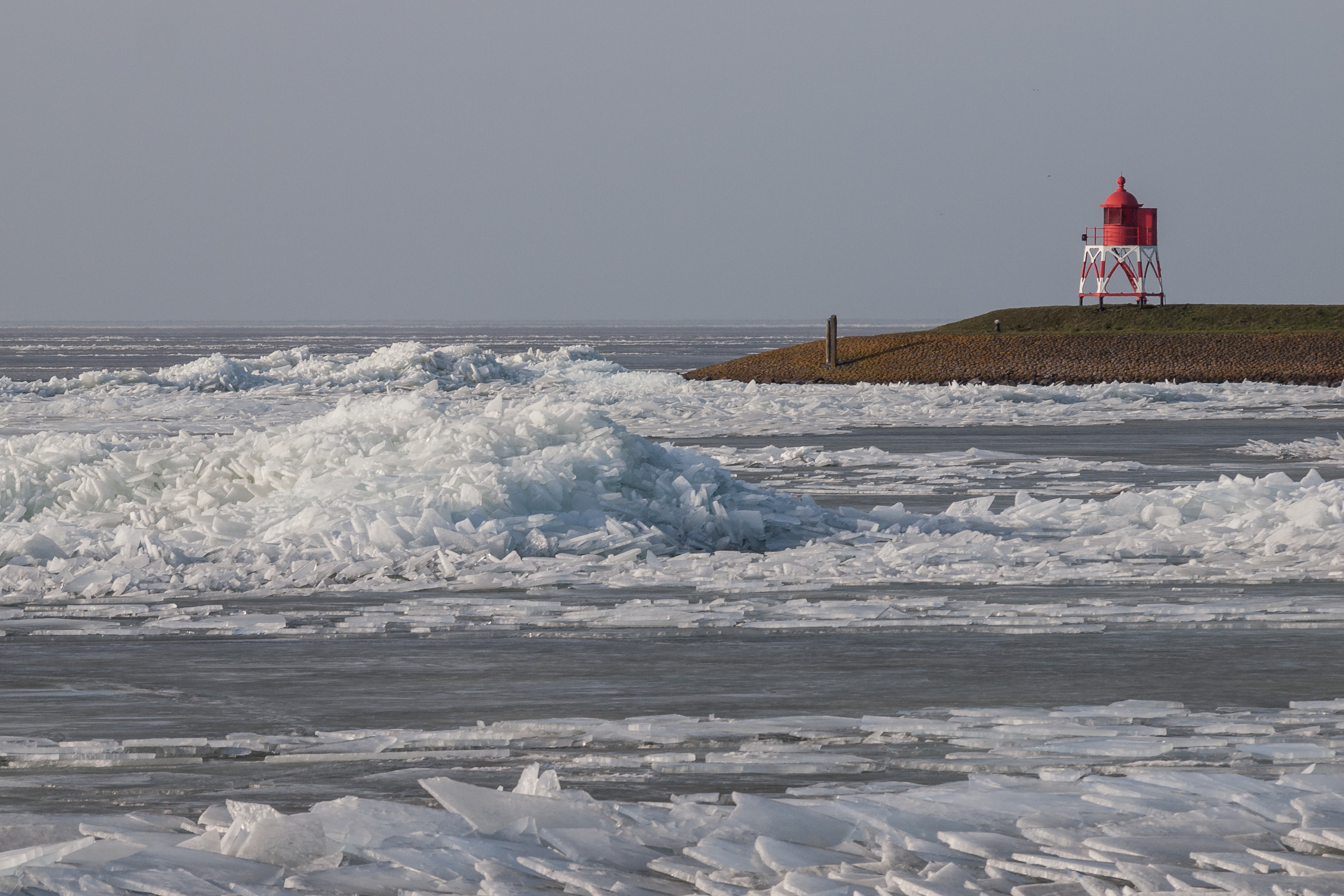
kruiend ijs en een havenlicht

Stavoren maakt deel uit van twee wandelpaden. Het Friese Kustpad dat loopt tussen Stavoren en Lauwersoog. Het is 152 kilometer lang en komt onder andere langs Hindeloopen, Workum, Makkum en Harlingen. Het Zuiderzeepad loopt rond het IJsselmeer van Enkhuizen naar Stavoren en is 400 kilometer lang. Het pad is in beide richtingen met wit-rode tekens gemarkeerd.

## Geboren in Stavoren
- Andreas Cornelius
- Bendiks Cazemier
- Bernhard van Haersma Buma
- Age Hains Boersma
- Marijke ten Cate
- Doede Bleeker

## Overleden in Stavoren
- Omgekomen bij veldslagen bij Stavoren:
  - Willem IV van Holland
  - Gerard II van Horne
- Coppen Jarges
- Klaas van der Meulen
- Doede Bleeker